# Sollern
Sollern je malá místní část obce Altmannstein v Sambachském údolí v zemském okrese Eichstätt v Bavorsku. Leží na silnici mezi obcemi Neuenhinzenhausen a Altmannstein na řece Schambach.
První zmínka o osídlení pochází z roku 1027. Vesnice byla v polovině 15. století, během války těžce poškozena. Poté připadla do vlastnictví šlechtické rodiny Muggenthalerů. V roce 2010 zde žilo 88 obyvatel. Je známá pro skapulírské bratrstvo, které má své sídlo v kostele blahoslavené Panny Marie na hoře Karmel. Farní a poutní kostel byl vystavěn na konci 17. století. Název obce je odvozen z latinského názvu pro sluneční hodiny "solaris". Existoval také šlechtický rod "Solaren", kteří zde panovali.